# آرثر تورنر (سياسي)
آرثر تورنر (بالإنجليزية: Arthur Turner)‏ هو سياسي أمريكي، ولد في 2 ديسمبر 1950 في شيكاغو في الولايات المتحدة. حزبياً، نشط في الحزب الديمقراطي. وقد انتخب عضو مجلس نواب إلينوي.